# Geibikei
Geibikei (猊鼻渓) est un site remarquable du patrimoine culturel du Japon, situé à Ichinoseki dans la préfecture d'Iwate,. En 1927, Geibikei a été choisi pour figurer sur la liste des cent paysages du Japon.